# Leptodesmus gayanus
Leptodesmus gayanus är en mångfotingart som beskrevs av Gar. Leptodesmus gayanus ingår i släktet Leptodesmus och familjen Chelodesmidae. Inga underarter finns listade i Catalogue of Life.